# Pénzhiány miatt leállított űrkutatási programok
- Űrrepülőgépek: több megkezdett programot nem tudtak befejezni pénzhiány miatt: Hermes űrrepülőgép, Buran. Az európai Hermes űrrepülőgép fejlesztésére több százmillió eurónyi összeget költöttek már a felfüggesztésig. A szovjet Buran csak az első tesztrepülésig jutott el. Több más tervet is töröltek világszerte: HOTOL, Spiral, Bor, X-38, X–33.
- Indítóeszközök: Az Enyergija a legnagyobb teljesítményű hordozórakéta volt az űrtörténelemben, de túl drága volt a fenntartási költsége az oroszoknak. Az Enyergija a Buran űrrepülőgépet indította volna. Az amerikai DC–X kísérleti indítóeszköz egy tesztrepülés során semmisült meg, de soha nem építették újból.
- Nemzetközi Űrállomás: több amerikai és orosz modult nem fognak már elindítani, habár vannak olyan egységek, melyek építésének nekifogtak. Törölt egységek: Habitation Module, Universal Docking Module.
- Apollo-program: törölték a holdprogram utolsó három tervezett repülését: Apollo–18, Apollo–19, Apollo–20.
- BepiColombo: Eredetileg egy leszállóegységet is terveztek.